# Ceratomia borealis
Ceratomia borealis är en fjärilsart som beskrevs av Clark 1929. Ceratomia borealis ingår i släktet Ceratomia och familjen svärmare. Inga underarter finns listade i Catalogue of Life.